# Tésenfa
Tésenfa is een plaats (község) en gemeente in het Hongaarse comitaat Baranya. Tésenfa telt 216 inwoners (2001).